# Jianzheng
Jianzhen ou Ganjin (鑒真 ou 鑑真; 688 — 763) foi um monge budista responsável por propagar as tradições monásticas do Vinaya para o Japão. Num período de onze anos, de 743 a 754, Jianzhen tentou visitar o Japão seis vezes. 

## Vida
Jianzhen nasceu no condado de Jiangyin, em Guangling (actualmente Yangzhou, na província de Jiangsu) com o apelido de Chunyu (淳于). Aos catorze anos abraçou o Budismo e entrou para o templo Daming (大明寺). Com vinte anos viajou para Chang'an para estudar, de onde regressou seis anos depois, tornando-se o abade do Templo de Daming. Para além dos seus estudos e conhecimentos do Tripitaka, Jianzhen é também referido como um especialista em medicina, tendo convertido o templo num espaço de cura, criando o Beitian Court (悲田院); um hospital no interior do Templo Daming. 
No Outono de 742, um emissário vindo do Japão convidou-o para aí ir dar palestras. Apesar dos protestos dos seus discípulos, Jianzhen iniciou as preparações para a viagem, e na Primavera de 743 estava pronto para encetar a longa viagem pelo Mar da China até ao Japão. A travessia não foi bem sucedida, e nos anos seguintes Jianzhen tentou outras três vezes, tendo sido impedido de as realizar umas vezes devido a condições meteorológicas adversas e outras devido a intervenção governamental. 

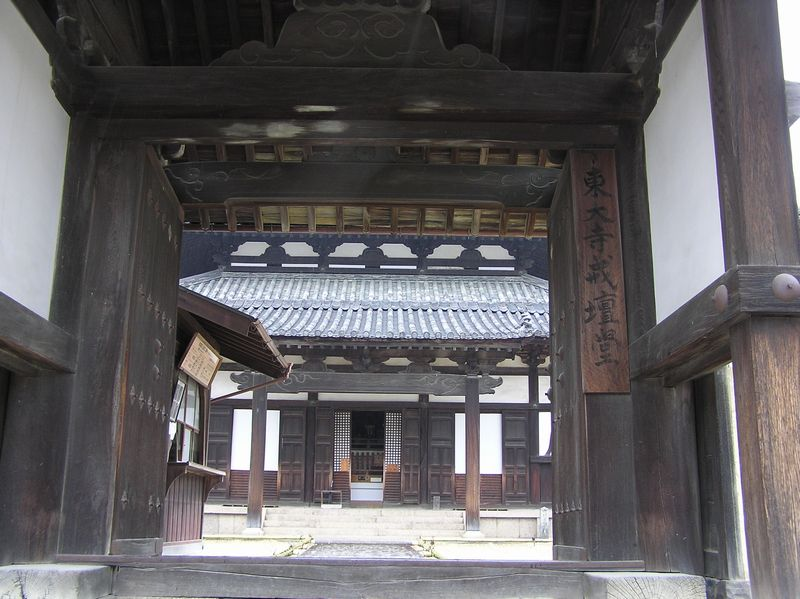
A Sala das Ordenações (Kaidan-dō) em Tōdai-ji, Nara.

No Verão de 748, Jianzhen realizou a sua quinta tentativa de alcançar o Japão. Partindo de Yangzhou, alcançou o  Arquipélago de Zhoushan ao largo da costa da actual Zhejiang. Contudo os ventos contrários afastaram a embarcação, obrigando a fazer rumo para Yande (延德) na Ilha de Hainan (海南岛). Jianzhen viu-se então forçado a regressar a Yangzhou por terra, dando palestras em vários mosteiros ao longo do trajecto de regresso. Jianzhen viajou ao longo do rio Gan até Jiujiang, e depois pelo rio Yangtze. No total gastou quase três nas suas tentativas falhadas, bem como a perda da visão; estava cego quando finalmente regressou a Yangzhou devido a uma infecção.

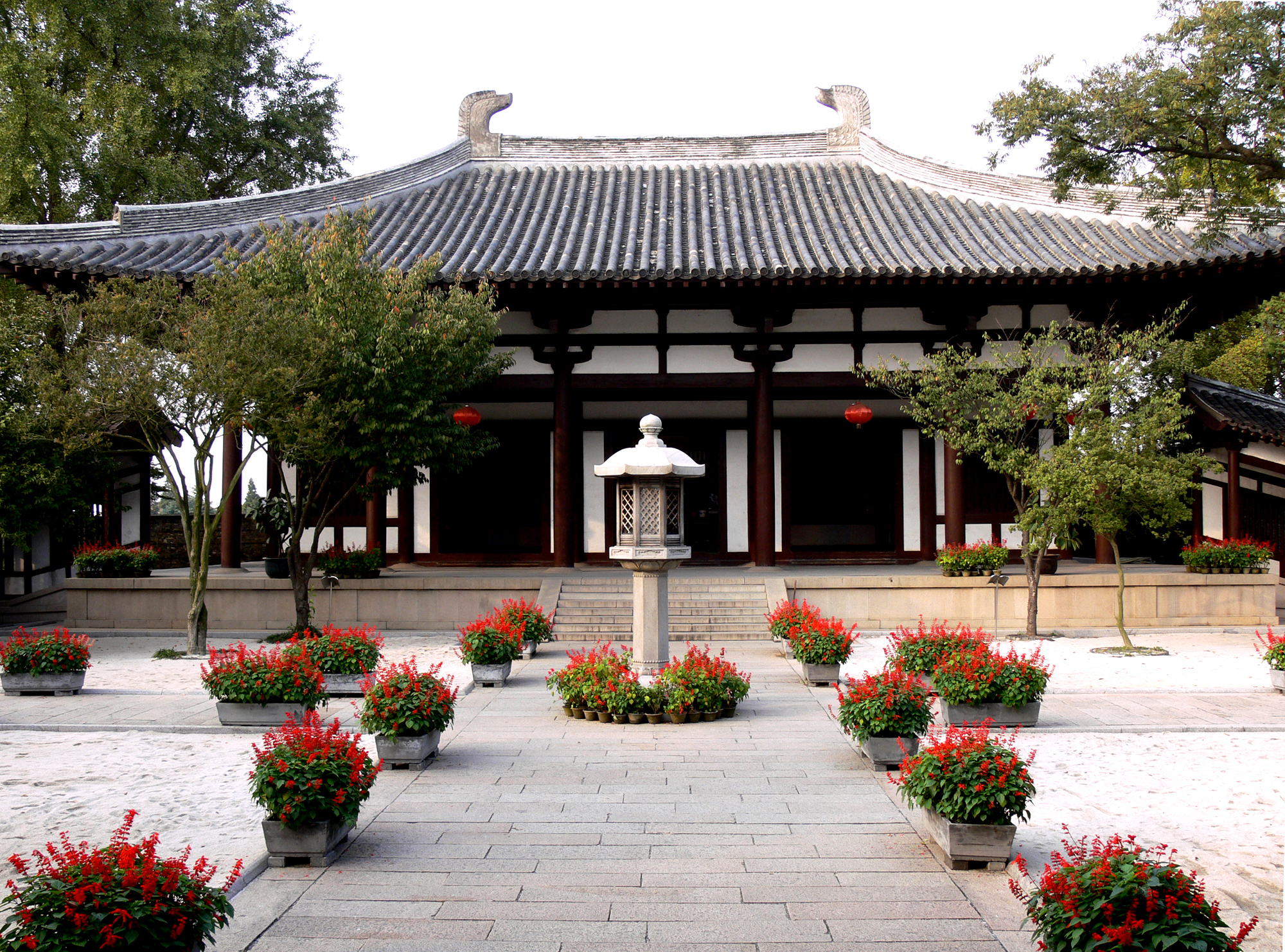
Jianzhen Monk Memorial Hall, Yangzhou

No Outono de 753, um Jianzhen cego decidiu juntar-se ao emissário Japonês e regressar com ele de barco ao seu país natal. Após uma longa viagem de vários meses, o grupo finalmente alcançou Kagoshima, Kyūshū, em 20 de Dezembro. Seguiram para Nara onde chegaram na Primavera do ano seguinte, e foram recebidos pelo Imperador. Em Nara, Jianzhen assumiu a liderança de Tōdai-ji, hoje entre as presenças Budistas mais antigas no Japão. Os monges Chineses que o acompanharam, introduziram a escultura religiosa Chinesa aos Japoneses. Em 755, a primeira plataforma de ordenação do Japão foi construída a Tōdai-ji, no local onde o antigo Imperador Shomu e a Imperatriz Koken receberam a sua ordenação de Jianzhen no ano anterior. Em 759 retirou-se para um terreno que lhe fora oferecido pela corte imperial na zona oeste de Nara. Aí fundou uma escola e uma templo privado, Tōshōdai-ji. Nos dez anos seguintes, até à sua morte no Japão, Jianzhen não só propagou a fé Budista entre a aristocracia, como foi um embaixador da cultura chinesa no Japão.
Jianzhen faleceu no 6º dia do 5º mês de 763. Uma estátua de laca sua feita logo após a sua morte pode ser ainda vista em Tōshōdai-ji. Reconhecido como um dos grandes do seu género, a estátua foi temporariamente emprestada ao templo de Jianzhen's, em Yangzhou em 1980 como parte de um intercâmbio e sinal de amizade entre o Japão e a China.
É atribuído a Jianzhen a introdução da escola Ritsu do Budismo no Japão, que é centrada na vinaya, ou a ordem monástica Budista.